# Рочестер (Массачусетс)
Рочестер (англ. Rochester) — місто (англ. town) в США, в окрузі Плімут штату Массачусетс. Населення — 5717 осіб (2020).

## Демографія
Згідно з переписом 2010 року, у місті мешкали 5232 особи в 1813 домогосподарствах у складі 1476 родин. Було 1885 помешкань
Расовий склад населення:
| - 95,6 % — білих - 1,0 % — чорних або афроамериканців - 0,6 % — азіатів - 0,1 % — корінних американців |

До двох чи більше рас належало 1,8 %. Частка іспаномовних становила 0,8 % від усіх жителів.
За віковим діапазоном населення розподілялося таким чином: 25,1 % — особи молодші 18 років, 63,4 % — особи у віці 18—64 років, 11,5 % — особи у віці 65 років та старші. Медіана віку мешканця становила 43,3 року. На 100 осіб жіночої статі у місті припадало 101,7 чоловіків;  на 100 жінок у віці від 18 років та старших — 98,3 чоловіків також старших 18 років.
Середній дохід на одне домашнє господарство  становив 130 456 доларів США (медіана — 103 472), а середній дохід на одну сім'ю — 139 049 доларів (медіана — 109 567). Медіана доходів становила 71 889 доларів для чоловіків та 61 696 доларів для жінок. За межею бідності перебувало 4,7 % осіб, у тому числі 8,2 % дітей у віці до 18 років та 3,2 % осіб у віці 65 років та старших.
Цивільне працевлаштоване населення становило 2763 особи. Основні галузі зайнятості: освіта, охорона здоров'я та соціальна допомога — 27,8 %, виробництво — 12,2 %, мистецтво, розваги та відпочинок — 9,4 %, роздрібна торгівля — 8,4 %.